# Міста Колумбії
|  | Службовий список статей, створений для координації робіт з розвитку теми. Це попередження не встановлюється на інформаційні списки і глосарії. |

- Ібаге
- Амбалема
- Арменія
- Барранкілья
- Богота
- Букараманга
- Калі (місто)
- Картахена-де-Індіас
- Картахена-де-Чаіра
- Картаго
- Кукута
- Манісалес
- Медельїн
- Перейра
- Попаян
- Тулуа
- Тумако
- Тунха
- Філандія